# Alison Fisher
Alison Deborah Fisher (* 13. Oktober 1965) ist eine ehemalige englische Badmintonspielerin. 

## Karriere
Alison Fisher gewann 1993 bei den Portugal International die Titel im Damendoppel und Dameneinzel. Bei den Irish Open 1986 holte sie ebenfalls diese beiden Titel, nachdem sie im Jahr zuvor dort schon das Damendoppel gewonnen hatte. 1987 war sie auch bei den Malta International doppelt erfolgreich, ehe sie dort ein Jahr später noch einmal die Dameneinzelwertung gewann.

## Sportliche Erfolge
| Saison | Veranstaltung          | Disziplin   | Platz | Name                          |
| ------ | ---------------------- | ----------- | ----- | ----------------------------- |
| 1983   | Portugal International | Damendoppel | 1     | Alison Fisher / Jane Shipman  |
| 1983   | Portugal International | Dameneinzel | 1     | Alison Fisher                 |
| 1985   | Irish Open             | Damendoppel | 1     | Fiona Elliott / Alison Fisher |
| 1986   | Irish Open             | Damendoppel | 1     | Alison Fisher / Caroline Gay  |
| 1986   | Irish Open             | Dameneinzel | 1     | Alison Fisher                 |
| 1987   | Malta International    | Damendoppel | 1     | Alison Fisher / Carol Liem    |
| 1987   | Malta International    | Dameneinzel | 1     | Alison Fisher                 |
| 1988   | Malta International    | Dameneinzel | 1     | Alison Fisher                 |